# Oscar Hiljemark

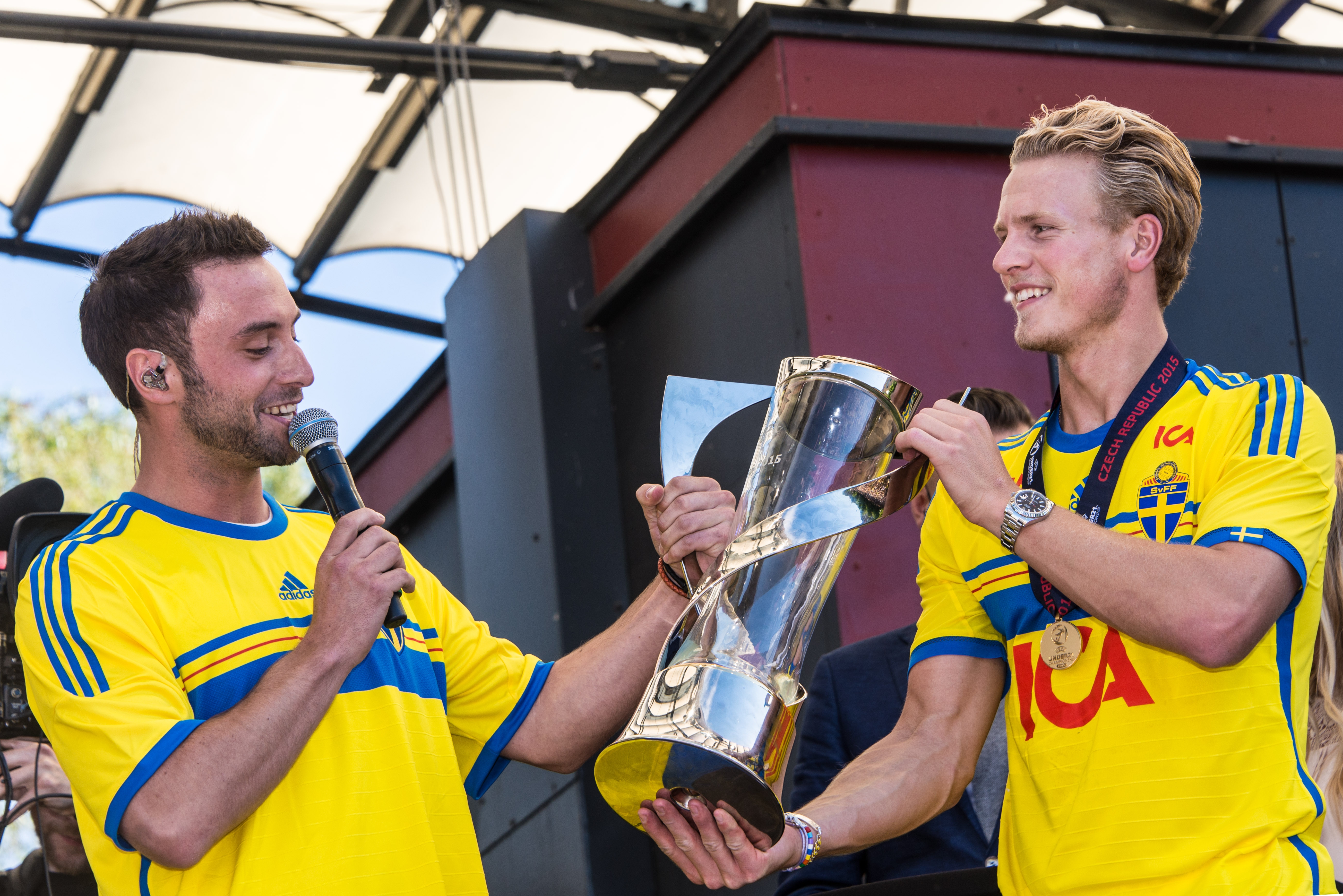
Måns Zelmerlöw och Oscar Hiljemark med EM-bucklan när Sveriges U21-landslag blev firat i Kungsträdgården i Stockholm den 1 juli av tusentals fans efter guldet i U21-Europamästerskapet i fotboll 2015.

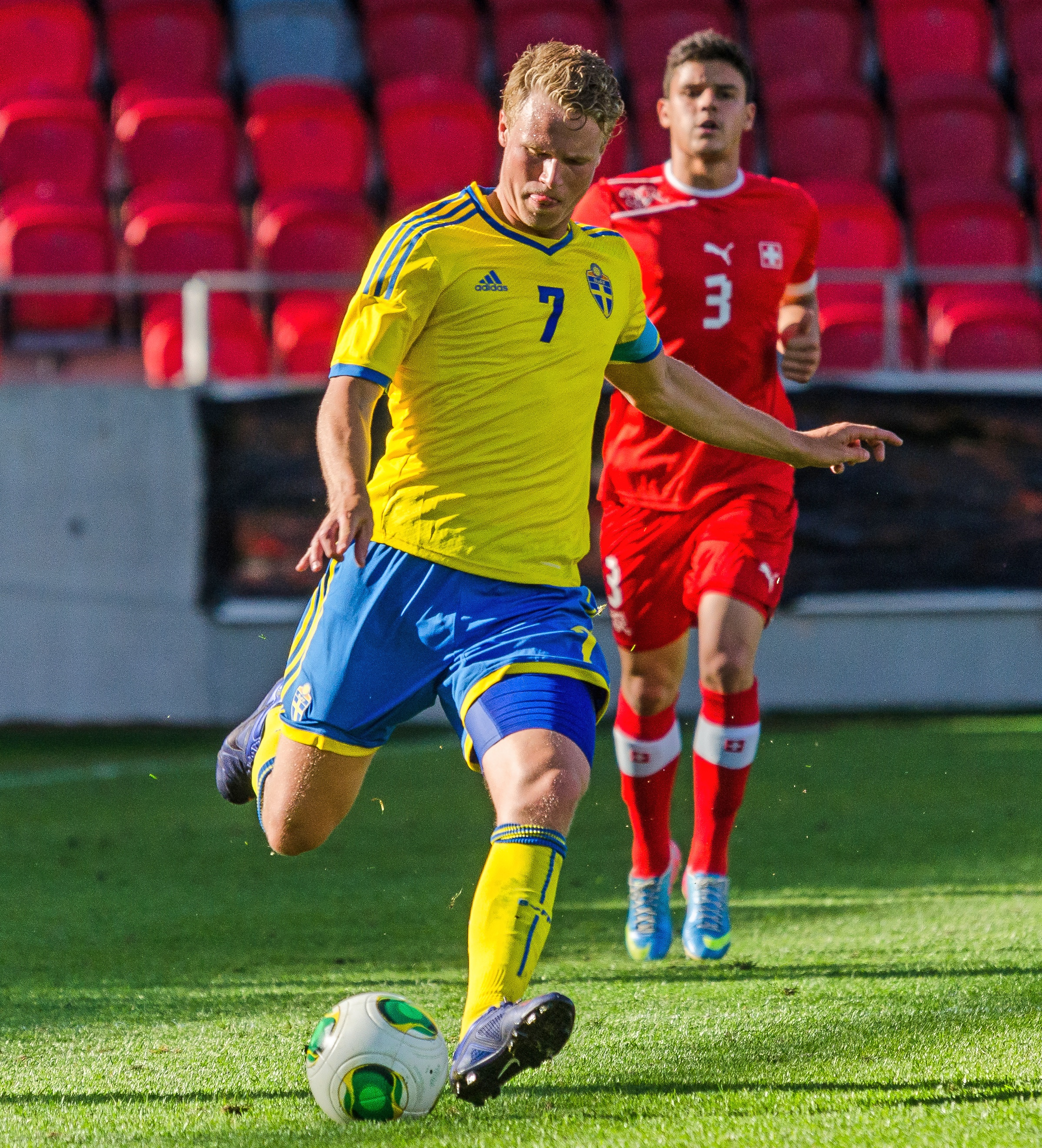
Mittfältaren Oscar Hiljemark i det svenska U21-landslagets 3-2-seger mot Schweiz i en träningslandskamp på Myresjöhus Arena i Växjö, 6/6 2013.

Oscar Carl Niclas Hiljemark, född 28 juni 1992 i Gislaved, är en svensk fotbollstränare och före detta fotbollsspelare.

## Klubbkarriär
Hiljemarks moderklubb är Gislaved IS. Han gick därifrån till Elfsborg och debuterade i Allsvenskan 2010.
Den 4 januari 2013 meddelade IF Elfsborg att Hiljemark hade skrivit på ett 4,5-årskontrakt med den nederländska klubben PSV Eindhoven. Summan som IF Elfsborg fick sades vara runt 19 miljoner.
I juli 2015 värvades Hiljemark av italienska Palermo, där han skrev på ett fyraårskontrakt.
Den 5 oktober 2020 värvades Hiljemark av danska Superligaen-klubben AaB, där han skrev på ett treårskontrakt.
I juni 2021 tvingades Hiljemark avsluta sin spelarkarriär endast 28 år gammal på grund av höftproblem och Hiljemark blev assisterande tränare för AaB.
Den 16 april 2024 presenterades Hiljemark som tränare för Boråsklubben IF Elfsborg där han tidigare varit verksam som spelare.

## Landslagskarriär
Oscar Hiljemark debuterade i det svenska U21-landslaget i februari 2011. Inför matchen mot Italien samma år valdes Hiljemark, bara 18 år gammal, till kapten för det svenska U21-landslaget. Matchen förlorades 1–3, men Hiljemark blev utsedd till matchens bäste svensk.[källa behövs]
Han var lagkapten i den svenska trupp som vann guld i U21-EM 2015.
Hiljemark debuterade i A-landslaget 2012 och gjorde totalt 28 landskamper och var med i truppen till både Fotbolls-EM 2016 och Fotbolls-VM 2018. 

## Meriter
- Allsvenskan: 2012
- U21-EM 2015: Guld
- Eredivisie: 2014/2015